# 2006
2006 (MMVI) var ett normalår som började en söndag i den gregorianska kalendern. Detta år har enligt regeringskansliet utsetts till mångkulturår av Sveriges regering, se vidare Svenska regeringens temaår.

## Händelser

### Januari
- 1 januari
  - Ryssland stoppar naturgasleveransen till Ukraina under en pristvist.[2]
  - Det svenska fackförbunden Industrifacket och Metallindustriarbetarförbundet slås samman och bildar IF Metall.
  - HTU byter namn till Högskolan Väst.
  - De gamla 20-, 100- och 500-lapparna samt den gamla femtioöringen upphör som lagliga betalningsmedel i Sverige.
  - Det svenska politiska partiet Piratpartiet grundas.
  - Stefan Ingves blir chef för Sveriges riksbank
- 3 januari – Stockholmsförsöket med trängselskatt inleds för att pågå till 31 juli.
- 4 januari – Jorden når perihelium.
- 8 januari — Större delen av Kazakstans regering avgår. Anledningen är okänd.
- 9 januari – Årstabergs pendeltågsstation tas i bruk i södra Stockholm, och blir därmed en helt ny knutpunkt för resande mellan pendeltåg och tvärbanan.
- 14 januari – Bobby  Äikiä misshandlas till döds av sin mor och hennes sambo.
- 15 januari – Presidentval äger rum i Finland.
- 19 januari – NASA skickar iväg rymdfarkosten New Horizons som beräknas ankomma till Pluto och Charon den 14 juli 2015.
- 21 januari – Prins Christian av Danmark, son till kronprins Frederik och kronprinsessan Mary, döps.
- 27 januari – I en svår bussolycka utanför Arboga omkommer 9 personer och ett tjugotal skadas.
- 28 januari – Två långfärdsskridskoåkare avlider under organiserad tur på Mälaren i den så kallade Ridöolyckan.
- 29 januari – Andra omgången av presidentvalet i Finland äger rum.

### Februari
- 6 februari – Det första serietillverkade exemplaret av Cadillac BLS lämnar SAAB:s monteringsfabrik i Trollhättan.
- 7 februari – Under Grammisgalan på Cirkus i Stockholm får hårdrocksbandet In Flames regeringens exportpris, vilket blir första gången ett hårdrocksband får detta pris.
- 9 februari – Webbhotellet Levonline stänger efter påtryckningar från Säpo och UD ner Sverigedemokraternas hemsida med anledning av att en "muhammedkarikatyr" ska ha publicerats.

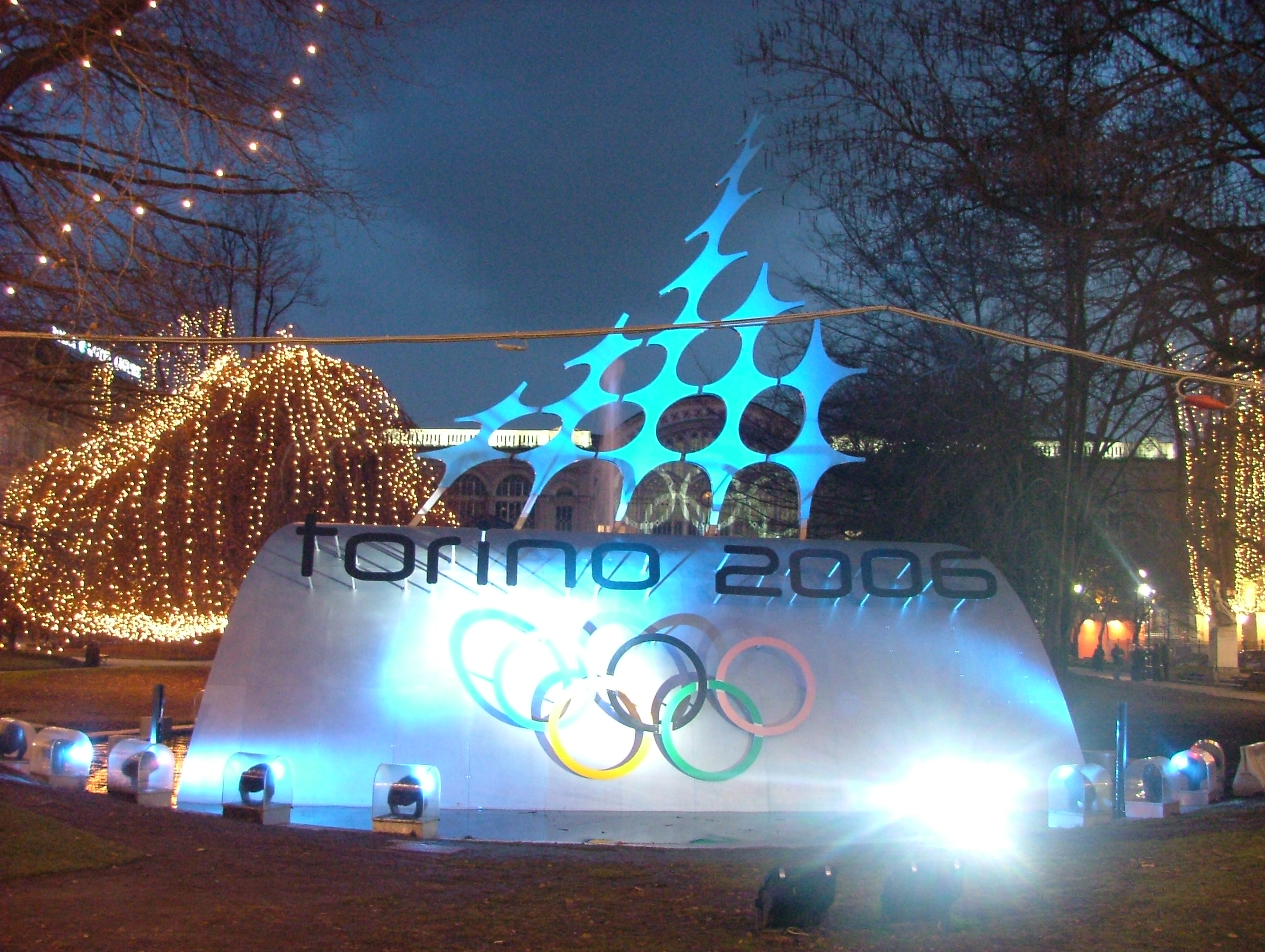
Olympiska vinterspelen i Turin

- 10–26 februari – Vinter-OS hålls i Turin, Italien. Detta blir Sveriges mest framgångsrika vinter-OS någonsin med totalt 14 medaljer.
- 28 februari – Fågelinfluensaviruset Influensa A virus subtyp H5N1 når Oskarshamn, Sverige.

### Mars
- Mars – Skolan Rütli-Schule i Neukölln i Berlin uppmärksammas för sina problem med våld. I Tyskland utlöses en debatt om att avskaffa parallellskolsystemet, då skolformen Hauptschule pekats ut som "problemskola".
- 5 mars
  - Den 78:e Oscarsgalan hålls i Kodak Theater i Kalifornien, USA.
  - Vasaloppet mellan Sälen och Mora avgörs.
- 8 mars – Fågelinfluensaviruset H5N1 når Oxelösund och Karlskrona i Sverige.
- 10–18 mars – Paralympiska vinterspelen 2006 hålls i Turin i Italien.
- 11 mars – Forna Jugoslaviens president Slobodan Milošević hittas död i sin cell i Haag.
- 12 mars – Massakern i Mahmudiyah
- 15–26 mars – Samväldesspelen 2006 hålls i Melbourne, Australien.
- 18 mars – Våldsamma demonstrationer uppstår i Frankrike efter att franska politiker 16 januari 2006 har föreslagit en ny lag, CPE, som innebär att arbetsgivare kan avskeda ungdomar utan motivering. 500 000 demonstranter deltar i aktionen. Minst 28 personer grips och 16 skadas när demonstranter drabbar samman med kravallpolis. Samtidigt diskuterar Centerpartiet införande av samma lag i Sverige.
- 19 mars – Presidentval hålls i Belarus.
- 20 mars – Vårdagjämningen inträffar.
- 21 mars – Sveriges utrikesminister Laila Freivalds avgår och efterträds av Jan Eliasson.
- 26 mars – Sommartid påbörjas.

### April
- 1–9 april – Stockholms bilsalong arrangeras på Stockholmsmässan (Älvsjömässan).
- 11 april – Osynliga partiet arrangerar demonstration i Stockholm och Göteborg för första gången.
- 20 april – Wikitravel och World66 går samman.
- 30 april
  - National Domestic Workers Day firas för första gången i Filippinerna.[3].
  - Sveriges kung Carl XVI Gustaf fyller 60 år.

### Maj
- 1 maj

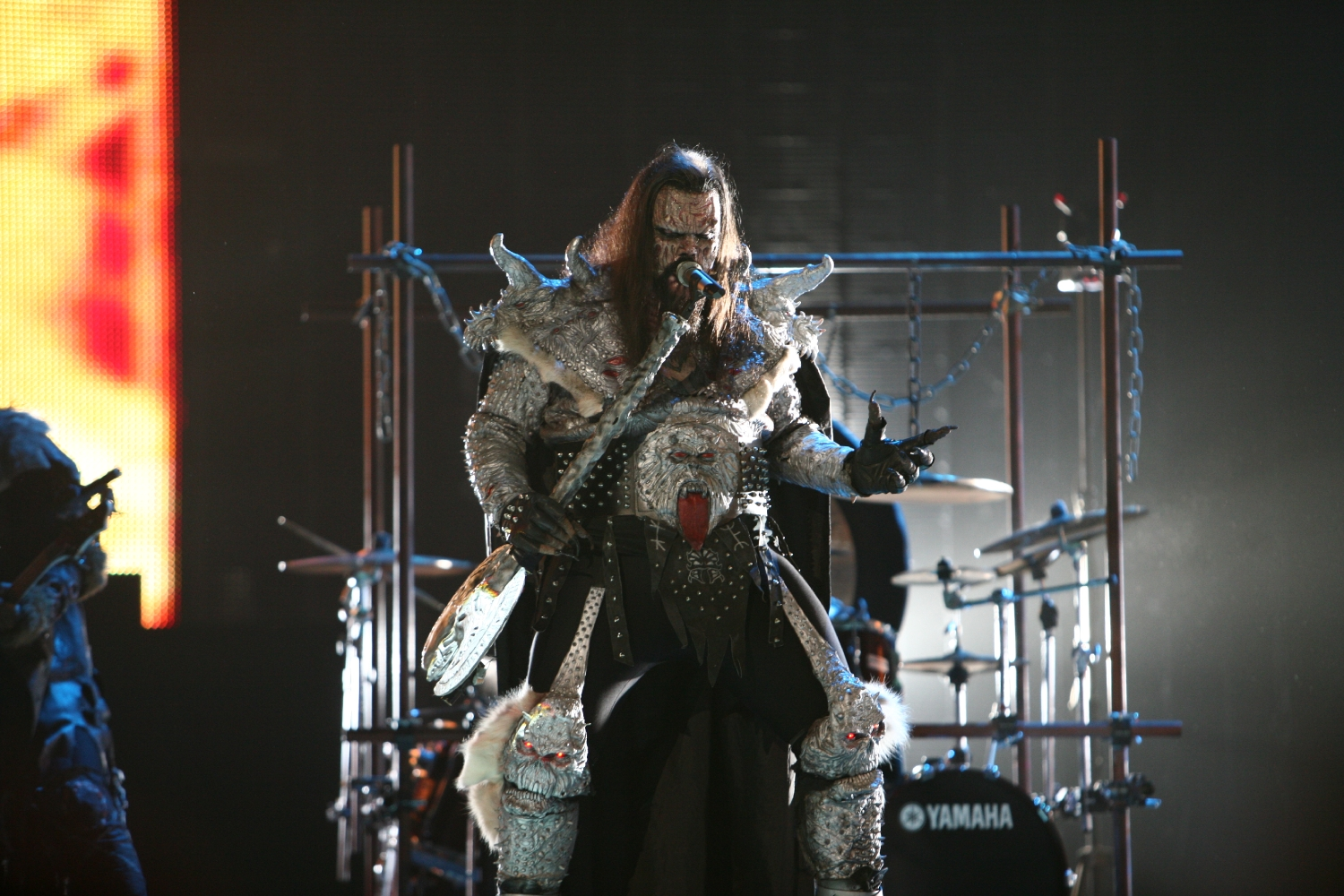
Lordi vann ESC 2006.

  - Invandrarrättsorganisationen 25 mars-koalitionen i USA utlyser strejker i protest mot strängare amerikansk invandrarlagstiftning.[4]
  - Gruppen Reclaim the City genomför en manifestation i Stockholm.
- 18 och 20 maj – Eurovision Song Contest hålls i Aten, Grekland. Finland vinner sin första seger någonsin i festivalen, genom hårdrocksgruppen Lordi.
- 27 maj – Jordbävningen utanför Java i maj 2006

### Juni

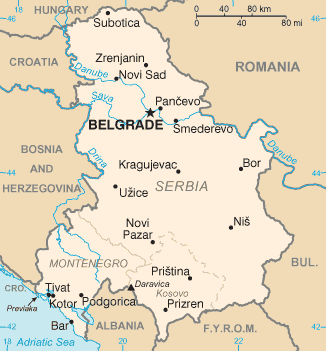
Serbien och Montenegro går skilda vägar.

- 3 juni – Montenegro utropar sig som självständig stat.[5]
- 5 juni – Serbien utropar sig som självständig stat och unionen Serbien och Montenegro upplöses helt.[6]
- 28 maj–6 juni – Det första världsmästerskapet i samarbete arrangeras i Stockholm.
- 9 juni – Fotbolls-VM inleds i Tyskland, för att pågå till 9 juli. Italien vinner finalen mot Frankrike på straffar.
- 15–18 juni – Volvo Ocean Race går i mål vid Lindholmen, Göteborg.
- 16–18 juni – Götatunneln i Göteborg invigs.
- 18 juni – Stockholmståg AB tar över Stockholms pendeltågstrafik under fem år.
- 21 juni – Nenadi Usman blir Nigerias finansminister. Hon efterträder Ngozi Okonjo-Iweala, som blir utrikesminister.
- 26 juni – En ny motorväg på E4 förbi Markaryd öppnas för trafik.
- 29 juni–2 juli – Roskildefestivalen hålls i Danmark.
- 30 juni – Sveriges (och även Danmarks) äldsta pappersbruk Klippan, grundat 1637, begärs i konkurs.

### Juli
- 1–23 juli – Cykeltävlingen Tour de France äger rum i Frankrike.
- 3 juli – Jorden når aphelium.

Italien bäst i fotboll.

- 9 juli – Italien besegrar Frankrike på straffsparksläggning och vinner därmed årets fotbolls-VM.

- 15 juli – Libanonkriget inleds.

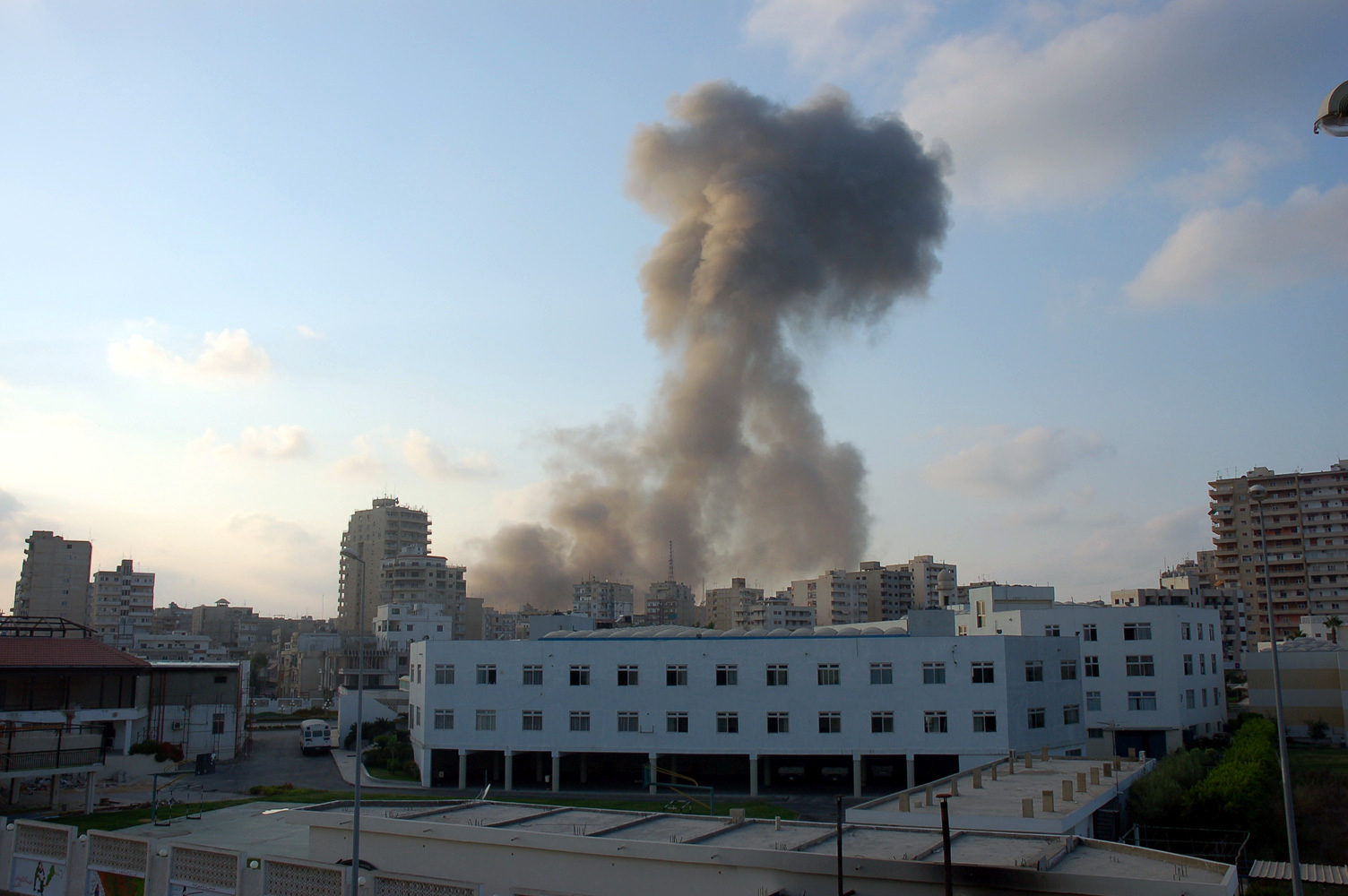
Libanonkriget.

- 15–17 juli – G8-möte hålls i Sankt Petersburg, Ryssland.
- 18 juli – Ostindienfararen Götheborg når fram till kinesiska Guangzhou.
- 20 juli – G! Festivalen på Färöarna inleds.
- 30 juli – Israel beskjuter ett bostadsområde i Quan i samband med konflikten med Hizbollah.
- 31 juli–6 augusti – Festivalen Stockholm Pride arrangeras i Stockholm, Sverige.

### Augusti
- 7–13 augusti – Europamästerskapen i friidrott hålls i Göteborg.
- 23 augusti – 18-åriga flickan Natascha Kampusch i Österrike lyckas rymma efter att ha varit fången hos sin kidnappare i 8 år. Hennes kidnappare begår självmord efter att hon rymt.

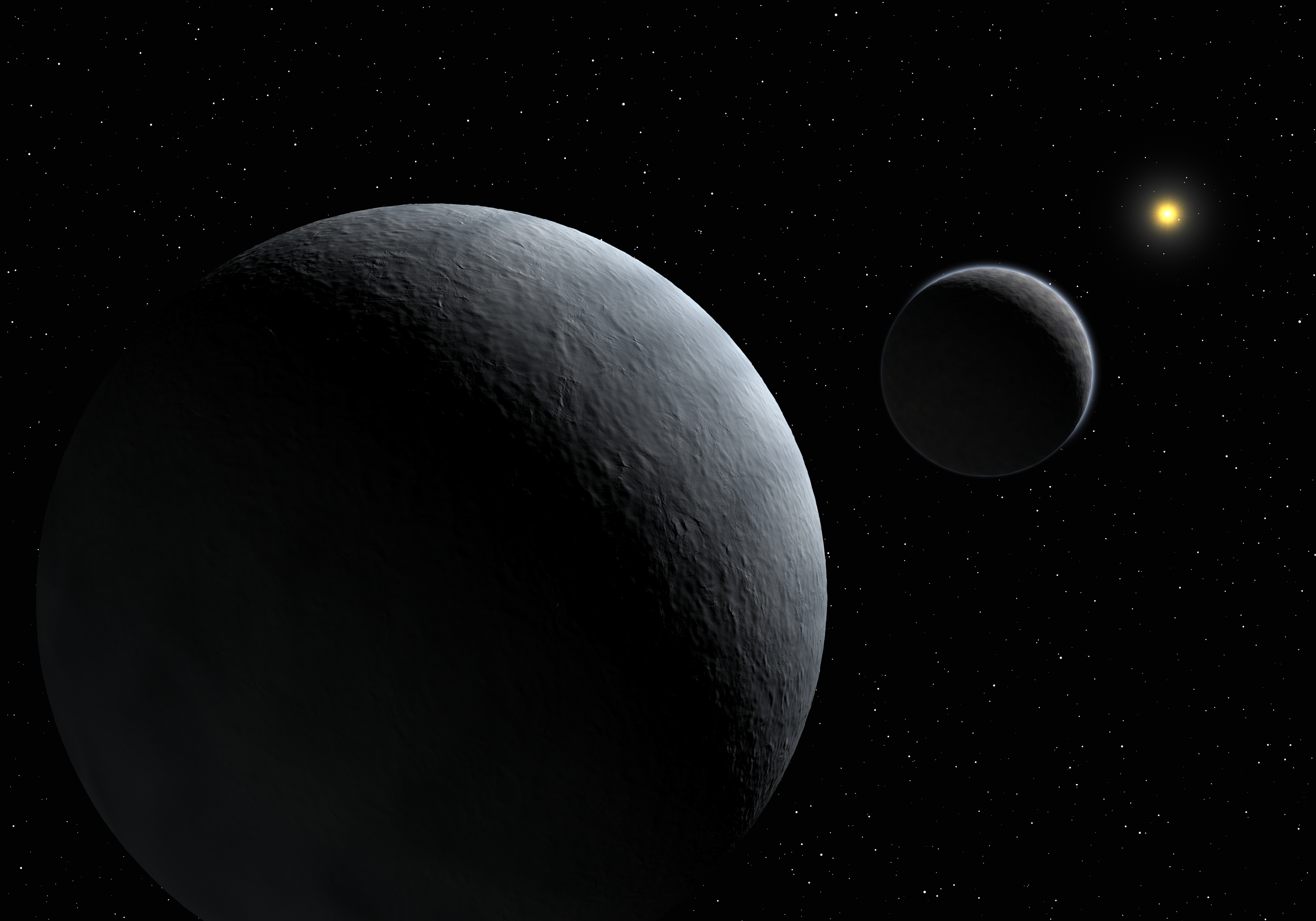
Pluto och Charon.

- 24 augusti – Pluto degraderas från att vara en planet till att vara en dvärgplanet av IAU.
- 29 augusti – Anders Wejryd installeras till svenska kyrkans ärkebiskop.
- 31 augusti – Tavlorna Skriet och Madonna av Edvard Munch återfinns av den norska polisen efter att ha varit försvunna i två år.

### September
- 1 september – Branschorganisation för revisorer och rådgivare, FARSRS bildas genom samgående
- 10 september – Michael Schumacher meddelar att han slutar med Formel 1
- 13 september
  - På skolan Dawson College i Montréal i Kanada skjuter 25-årige Kimveer Gill ihjäl en person och skadar 19 andra. Vittnen säger att mördaren dödats i eldstrid med polisen men senare kommer det fram att polisen endast skottskadat Gill och på det viset oskadliggjort honom och stoppat hans framfart, varpå Gill tagit sitt eget liv.
  - Första omgången i biskopsvalet i Borgå stift. Gustav Björkstrand och Henrik Perret går vidare.
- 15 september – Alexander Ahndoril utkommer med romanen Regissören med Ingmar Bergman som huvudperson.
- 17 september

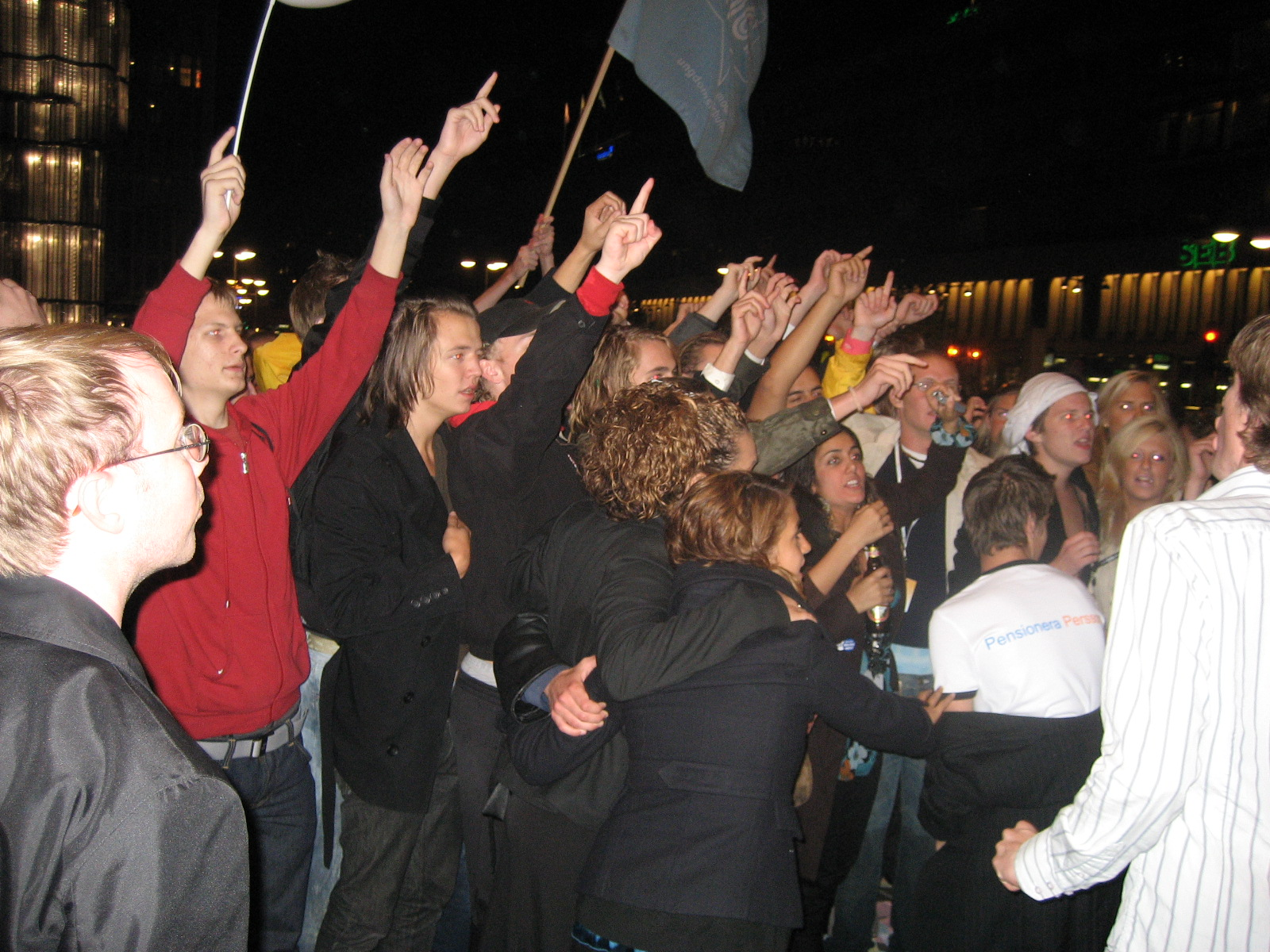
Riksdagsval i Sverige.

- - I Sverige hålls val till kommun, landsting och riksdag.

Moderaterna gör sitt bästa val sedan "kosackvalet" 1928. Dess ledare Fredrik Reinfeldt utropar sig själv och Allians för Sverige som vinnare i riksdagsvalet. Socialdemokraterna gör sitt sämsta val sedan 1914  och Göran Persson aviserar sin avgång som partiledare i mars 2007. 
- - Folkomröstning hålls i Stockholm om införande av trängselskatt, varvid jasidan segrar.
  - Sverigedemokraterna erhåller 162 463 avlagda röster (2,93 procent) vid sitt sjätte riksdagsval.
- 19 september – Thailands premiärminister Thaksin Shinawatra störtas i en militärkupp.
- 19–24 september – Världsmästerskap i cykling hålls i Salzburg i Österrike.
- 21–24 september – Bok- & Biblioteksmässan hålls i Göteborg i Sverige.
- 30 september – Skottdramat i Nangpa La inträffar på gränsen mellan Kina och Nepal.
- 23 september – Höstdagjämningen.
- September – Landsbygdsutvecklingsprojektet Baltic Balance avslutas.

### Oktober
- Oktober – IBM startar en 100-miljonerdollarskampanj som ska vara fram till år 2011 för att främja sina stordatorer, System z.
- 2 oktober
  - En beväpnad man tar gisslan och dödar fem flickor i åldrarna 7–13 och tar därefter sitt eget liv på skolan West Nickel Mines School i byn Bart Township i Lancaster County, Pennsylvania i USA.
  - Per Westerberg (m) väljs till ny talman i Sveriges riksdag.
  - 36-åriga polisaspiranten Seyfi Özdemir döms till livstids fängelse för mordet på Gülay Karagöz.
- 4 oktober – Andra omgången i biskopsvalet i Borgå stift. Gustav Björkstrand väljs till biskop.

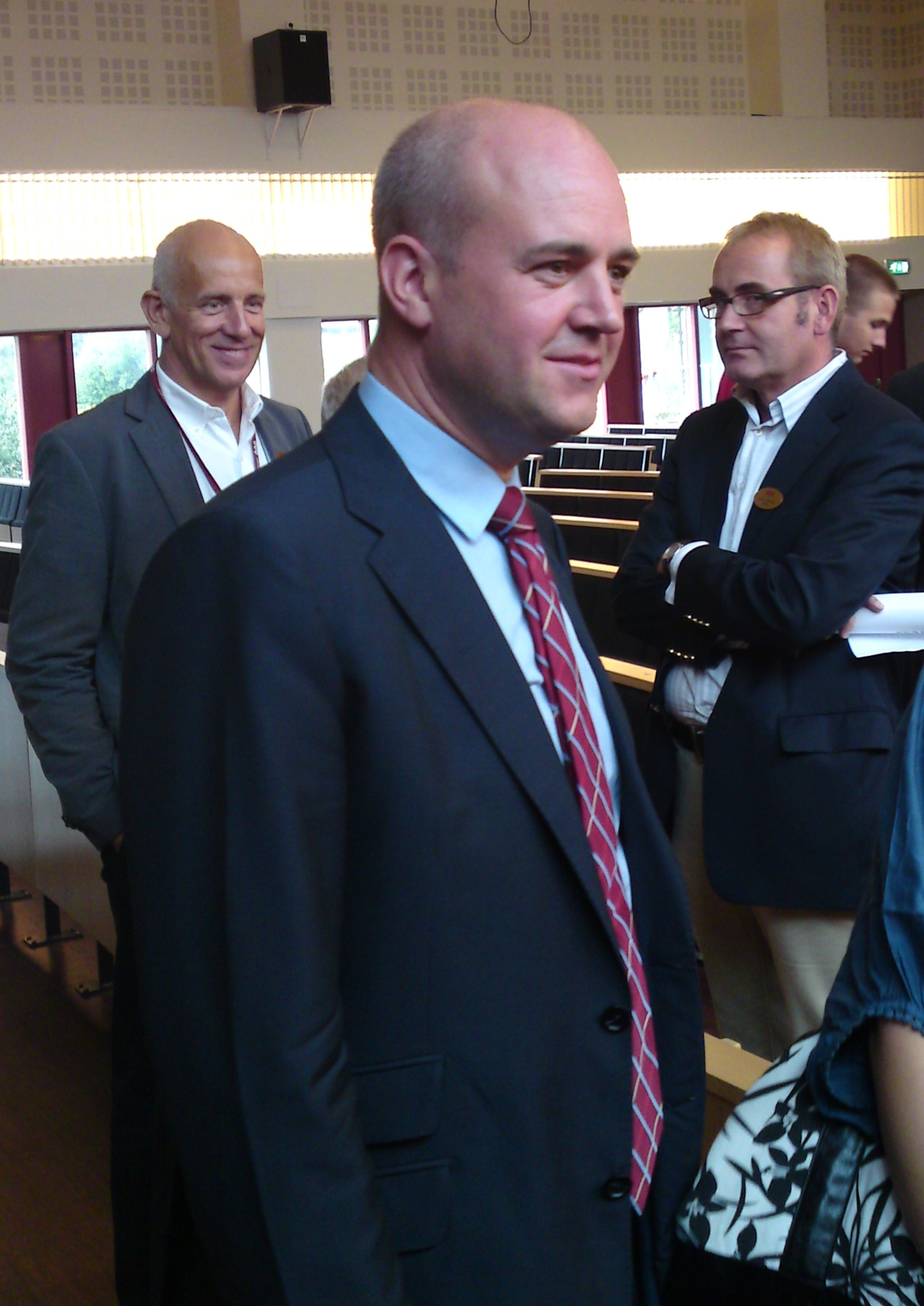
Moderatledaren Fredrik Reinfeldt väljs till Sveriges nye statsminister med 175 ja-röster mot 169 nej-röster.

- 5 oktober – Moderatledaren Fredrik Reinfeldt väljs till Sveriges nya statsminister med 175 ja-röster mot 169 nej-röster.
- 6 oktober – Regeringen Reinfeldt tillträder som Sveriges regering, den första borgerliga på tolv år.[8]
- 9 oktober – Nordkorea genomför sin första provsprängning av kärnvapen.
- 10 oktober – Indien förbjuder att barn under 14 år anställs som hushållsarbetare eller vid matställen.[9].
- 14 oktober – Maria Borelius avgår som Sveriges handelsminister efter bara en vecka sedan utnämningen.
- 17 oktober – USA:s invånarantal når 300 miljoner.
- 23 oktober – Rymdsonden MESSENGER flyger förbi planeten Venus första gången.

### November

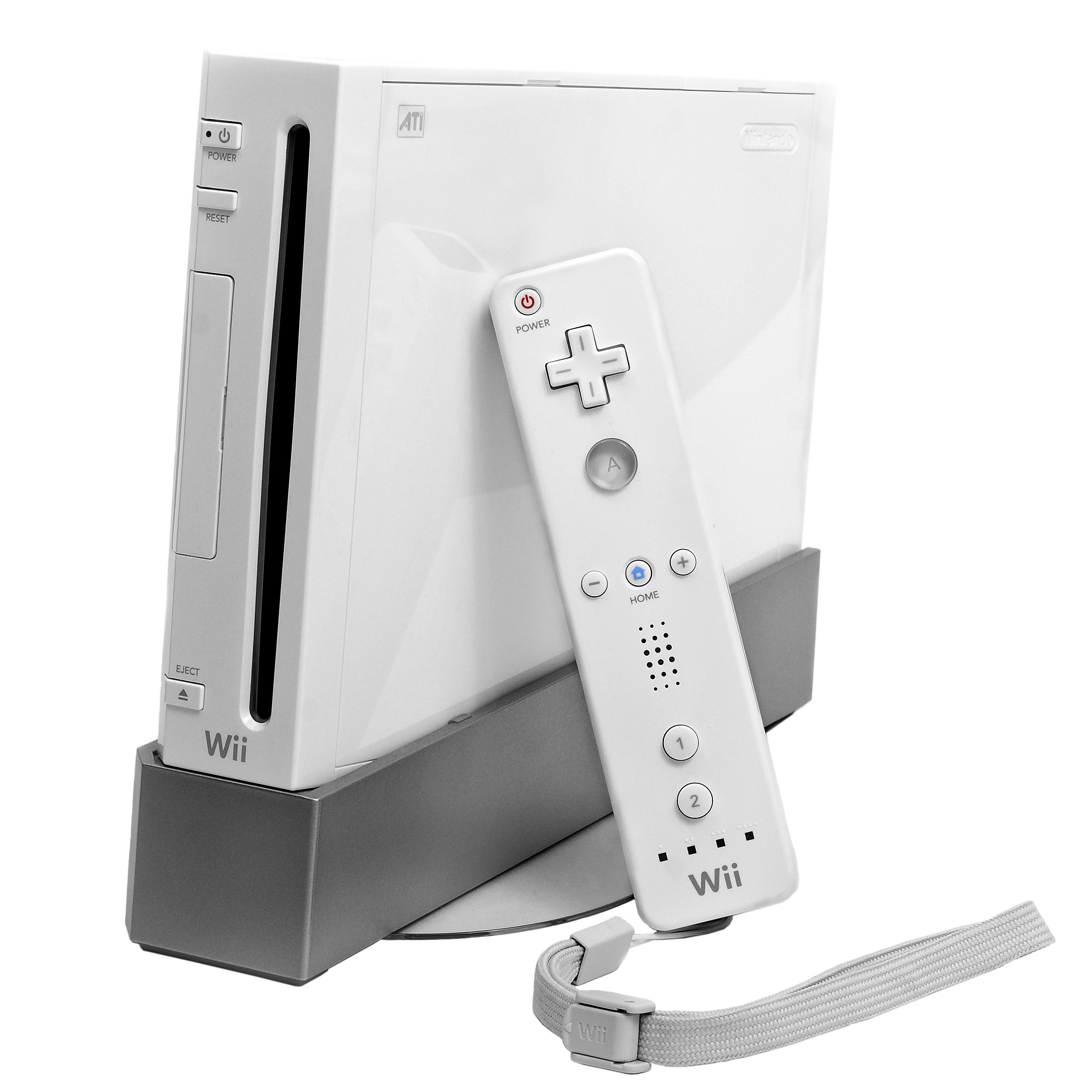
Nintendo lanserar hemvideospelskonsolen "Wii".

- 1 november – Det svenska handelsfartyget M/S Finnbirch förliser i Östersjön.
- 5 november – Irak dömer Saddam Hussein till döden genom hängning [10].
- 6 november – Flygplatserna i EU, Island och Schweiz inför säkerhetsregler för vätska i handbagaget.
- 7 november
  - USA går till kongressval som blir en framgång för demokraterna samtidigt som försvarsminister Donald Rumsfeld tvingas avgå.
  - Den svenska ungdomsorganisationen Unga Örnar fyller 75 år.
- 11 november – Sony lanserar hemvideospelskonsolen "Playstation 3" i Japan.
- 12 november – Gerald Ford (född 1913) passerar Ronald Reagan (1911–2004) och blir den mest långlivade amerikanske presidenten någonsin.
- 15 november – Jordbävningen utanför Japan 2006
- 19 november – Nintendo lanserar hemvideospelskonsolen "Wii" i Nordamerika och Sydamerika.
- 20 november – Ett Smith & Wesson-vapen hittas i en sjö i Mockfjärd. Vapnet kan vara det som användes vid mordet på statsminister Olof Palme 1986.
- 21 november – 34-årige libanesiske ministern Pierre Amine Gemayel skjuts ihjäl i sin bil i Beirut.
- 22 november – Minnet av president John F. Kennedys död högtidlighålls på flera platser världen över, bland annat i Kennedys födelsestad Boston, Massachusetts, samt i Dallas, Texas.
- 24 november – Den nya James Bond-filmen Casino Royale har Sverigepremiär på bio.
- 26 november – Kriget i Irak har pågått längre än USA:s engagemang i andra världskriget.
- 30 november – Dreamhack Winter öppnar dörrarna till Elmia i jönköping och sätter världsrekord med världens största lanparty, enligt Guiness rekordbok. Rekordet sätts fredagen den 1 december. Evenemanget slutar den 3 december. Konsolen Wii presenteras också för svensk publik under dreamhack med förhandsvisningar.

### December
- 1 december – Betaltjänstbolaget Adyen grundas i Amsterdam
- 2 december – Nintendo lanserar hemvideospelskonsolen Wii i Japan.
- 9–10 december – Nobelprisen delas ut i Stockholm och Oslo.

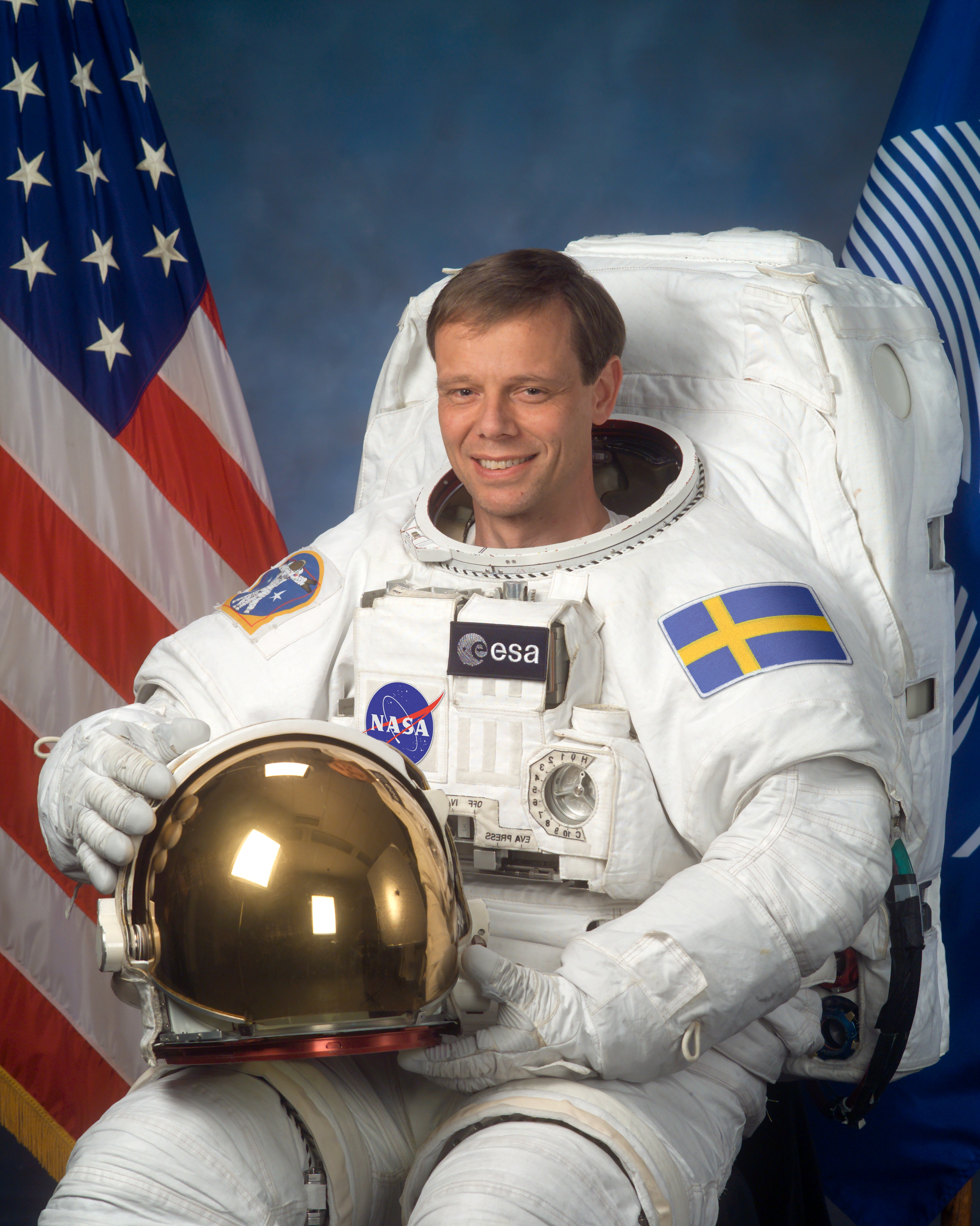
Christer Fuglesang.

- 10–22 december – Christer Fuglesang blir den förste svensken i rymden, då han åker med USA:s rymdfärja Discovery (uppdraget STS-116).
- 11 december – Det meddelas att Åsa Maria Kraft vunnit Sveriges Radios Lyrikpris 2006.
- 20 december – Vägraset vid Småröd
- 21 december – En ny motorväg på E4 mellan Uppsala och Björklinge öppnas för trafik.
- 22 december
  - I Sverige visar en prognos från Handelns Utredningsinstitut (HUI) att julhandeln i Sverige slår nytt rekord och passerar 50 miljarder SEK. Omsättningen väntas stanna runt 52 miljarder SEK.
  - Italiens regering och cheferna för landets stora modeföretag undertecknar en överenskommelse som ska hindra alltför smala modeller från att gå ut på catwalken. Modellerna skall i fortsättningen tvingas visa upp läkarintyg om att de är friska för att få delta i modevisningarna. Ett manifest förbjuder dessutom att modeller är under 16 år, eftersom det anses sända ut "fel signaler" till unga flickor.
- 26 december – Jordbävningen i Hengchun 2006
- 28 december – Etiopiska och den somaliska interimsregeringens styrkor intar Mogadishu i Somalia och islamistmilisen flyr staden.

- 30 december

Saddam Hussein.

  - Iraks exdiktator Saddam Hussein avrättas genom hängning i Bagdad klockan 06:07 (lokal tid) [10].
  - En 67-årig spansk kvinna föder tvillingar på ett sjukhus i Barcelona och blir därmed den hittills äldsta barnaföderskan.
  - Bombdådet på Madrids flygplats Barajas
- 31 december – Kofi Annan avgår som FN:s generalsekreterare.

## Födda
- 19 januari – Ryder Dodd, amerikansk vattenpolospelare.
- 25 juni – Mckenna Grace, amerikansk barnskådespelare.
- 6 september – Prins Hisahito av Akishino, son till prins Akishino och prinsessan Kiko av Japan.
- 5 oktober – Jacob Tremblay, kanadensisk barnskådespelare.

## Avlidna

### Januari
- 5 januari – Elis Eriksson, 99, svensk skulptör, konstnär.
- 14 januari
  - Shelley Winters, 85, amerikansk skådespelare.
  - Bobby Äikiä, svenskt uppmärksammat mordoffer.
- 15 januari – Jabir al-Ahmad al-Jabir al-Sabah, 79, emir i Kuwait.
- 18 januari – Östen Warnerbring, 71, svensk sångare.
- 19 januari – Wilson Pickett, 65, amerikansk R&B- och soulmusiker.
- 20 januari – Dave Lepard, svensk sångare i Crashdiet.
- 21 januari – Ibrahim Rugova, 61, kosovoalbansk president.
- 23 januari
  - Olga Marie Mikalsen, norsk sångerska.
  - Tore Gjelsvik, norsk geolog och forskare.
- 26 januari – Len Carlson, 68, kanadensisk röstskådespelare.
- 29 januari – Nam June Paik, koreansk-amerikansk konstnär.

### Februari
- 1 februari
  - Jean-Philippe Maitre, 56, schweizisk politiker.
  - Sam Goddard, 86, amerikansk politiker, f.d. guvernör i Arizona.
- 3 februari – Marianne Greenwood, 90, svensk fotograf och författare.
- 4 februari
  - Betty Friedan, 84, amerikansk feministisk författare.
  - Anders Frostenson, 99, svensk präst och psalmförfattare.
- 8 februari – Lukas Bonnier, 83, svensk bokförläggare.
- 9 februari – Sven Fagerberg, 87, svensk författare.
- 10 februari – Jay Dee, 32, amerikansk hiphop-producent.
- 11 februari
  - Harry Schein, 81, svensk skribent, grundare av Svenska filminstitutet.
  - Peter Benchley, 65, amerikansk författare.
- 13 februari – Ilan Halimi, fransk jude (mördad).
- 14 februari – Putte Wickman, 81, svensk jazzmusiker.
- 24 februari – Dennis Weaver, 81, amerikansk skådespelare McCloud.

### Mars
- 1 mars – Jenny Tamburi, 53, italiensk skådespelare.
- 2 mars – Leopold Gratz, 76, österrikisk politiker, före detta utrikesminister och Wiens borgmästare.
- 3 mars
  - Krzysztof Kołbasiuk, 53, polsk skådespelare.
  - Sissi Kaiser, 81, svensk skådespelare.
- 5 mars – Milan Babić, 50, serbisk politiker och dömd krigsförbrytare.
- 6 mars – Mubdar Hatim al-Dulaimi, 55, irakisk generalmajor, dödad av krypskytt.
- 8 mars – Nils Hörjel, 88, svensk ämbetsman och landshövding.
- 9 mars – Jörgen Westerståhl, 90, svensk statsvetare, dotterson till Hjalmar Branting.
- 10 mars – John Profumo, 91, brittisk före detta försvarsminister.
- 11 mars – Slobodan Milošević, 64, jugoslavisk ex-president.
- 13 mars – Maureen Stapleton, 80, amerikansk skådespelare.
- 14 mars – Lennart Meri, 76, estnisk före detta president.
- 15 mars – Georgios Rallis, 87, grekisk före detta regeringschef.
- 17 mars
  - Oleg Cassini, 92, franskfödd amerikansk modeskapare.
  - Anders Gustâv, 59, svensk moderat kommunpolitiker.
  - G. William Miller, 81, amerikansk före detta finansminister.
- 22 mars – Stig Wennerström, 99, svensk före detta flygöverste och spion.
- 23 mars – Sir Satcam Boolell, 85, mauritisk tidigare utrikesminister.
- 26 mars – Manar Maged, 1, egyptisk flicka som led av craniopagus parasiticus.
- 28 mars
  - Bansi Lal, 78, indisk tidigare chefsminister.
  - Caspar Weinberger, 88, amerikansk före detta försvarsminister.

### April
- 2 april – Nina von Stauffenberg, 92, änka efter den 1944 avrättade tyske översten Claus Schenk von Stauffenberg.
- 4 april – Denis Donaldson, 55, nordirländsk före detta lokal ledare för Sinn Féin och brittisk dubbelagent.
- 5 april – Gene Pitney, amerikansk sångare och låtskrivare.
- 9 april – Vilgot Sjöman, 81, svensk författare och filmregissör.
- 11 april – Proof (född Deshaun Holton), amerikansk rapp-artist och en av medlemmarna i hiphop-gruppen D12.
- 21 april – Claës Palme, 88, svensk sjörättsexpert, bror till Olof Palme.
- 23 april – Erik Bergman, finländsk tonsättare.
- 25 april – Jane Jacobs, amerikansk författare samt arkitektur- och stadsplaneringskritiker.
- 27 april
  - Gösta "Knivsta" Sandberg, 73, svensk fotbollsspelare, vald till "århundradets djurgårdare".
  - Alexander Trowbridge, 76, amerikansk affärsman och politiker.
- 29 april – John Kenneth Galbraith, 97, kanadensisk-amerikansk nationalekonom.
- 30 april – Corinne Rey-Bellet, 33, schweizisk utförsåkare.

### Maj
- 1 maj – Johnny Paris, amerikansk musiker.
- 3 maj
  - Karel Appel, 85, nederländsk konstnär.
  - Earl Woods, 74, golfstjärnan Tiger Woods far och före detta tränare.
- 4 maj – Bengt Haslum, 82, svensk sångtextförfattare, författare, översättare och programledare i radio.
- 10 maj – Nils Strinning, 88, svensk arkitekt, uppfinnare av stringhyllan.
- 11 maj – Floyd Patterson, 71, amerikansk boxare.
- 23 maj – Lloyd Bentsen, 85, amerikansk demokratisk politiker.
- 27 maj – Michael Riffaterre, 81, fransk litteraturvetare.

### Juni
- 11 juni – Erik Gunnar Eriksson, grundare av hjälporganisationen Hoppets Stjärna.
- 12 juni
  - Kenneth Thomson, kanadensisk affärsman och konstsamlare.
  - György Ligeti, ungersk tonsättare.
- 23 juni – Aaron Spelling, amerikansk filmproducent.

### Juli
- 4 juli – Carl-Adam Nycop, journalist, författare och chefredaktör. Grundare av tidningen Expressen.
- 5 juli – Gert Fredriksson, 86, svensk kanotist.
- 7 juli – Syd Barrett, brittisk gitarrist och sångare i Pink Floyd åren 1965–1968.
- 10 juli – Sjamil Basajev, tjetjensk rebelledare.
- 13 juli – Red Buttons, amerikansk skådespelare.
- 17 juli - Mickey Spillane, amerikansk deckarförfattare, skapare av Mike Hammer.
- 18 juli – Erik Engström, svensk skådespelare.
- 21 juli – Kåge Gustafson, svensk tecknare.

### Augusti
- 9 augusti – Melissa Hayden, kanadensisk ballerina.
- 23 augusti – Wolfgang Priklopil, österrikisk kidnappare.
- 27 augusti – María Capovilla, 116, ecuadoriansk kvinna, äldst i världen vid sin död.
- 28 augusti – William F. Quinn, 87, amerikansk republikansk politiker.

### September
- 4 september – Steve Irwin, 44, australisk naturfilmare och zooägare (arbetsolycka).
- 8 september – Thomas Lee Judge, amerikansk demokratisk politiker, guvernör i Montana 1973–1981.
- 11 september – Joachim Fest, tysk historiker och författare.
- 16 september – Sten Andersson, 83, socialdemokratisk partisekreterare och utrikesminister.
- 20 september – Sven Nykvist, 83, svensk filmfotograf, manusförfattare och regissör.
- 24 september – Joel Broyhill, 86, amerikansk republikansk politiker, kongressledamot 1953–1974.

### Oktober
- 4 oktober – Tom Bell, brittisk skådespelare.
- 7 oktober – Anna Politkovskaja, 48, rysk journalist och Putin-kritiker (mördad).
- 14 oktober – Freddy Fender, amerikansk countryartist.
- 31 oktober
  - Pieter Willem Botha, 90, Sydafrikas före detta president och premiärminister.
  - Aud Schønemann, norsk skådespelare.

### November
- 10 november – Jack Palance, amerikansk skådespelare.
- 16 november – Milton Friedman (född 1912), ekonom från USA.
- 17 november – Ferenc Puskás, 79, ungersk tidigare fotbollsspelare med stora framgångar på 1950-talet.
- 20 november – Robert Altman, 81, amerikansk regissör, manusförfattare och producent.
- 23 november – Alexander Litvinenko, 44, rysk fd KGB-agent, känd kritiker av Vladimir Putin.
- 24 november – Juice Leskinen, 56, finländsk sångare och poet.

### December
- 5 december – Michael Gilden, 44, amerikansk skådespelare och stuntman.
- 6 december – Mavis Pugh, 92, brittisk skådespelare.
- 10 december – Augusto Pinochet, 91, chilensk general, diktator och president 1973–1990.
- 11 december – Elizabeth Bolden, 116, amerikanska, världens äldsta person vid sin död enligt Guinness Rekordbok.
- 12 december – Peter Boyle, 71, amerikansk skådespelare.
- 18 december – Joseph Barbera, 95, amerikansk skämttecknare och företagsledare. Skapare av bland annat Tom och Jerry.
- 21 december – Saparmurat Nijazov, 66, president i Turkmenistan.
- 25 december
  - James Brown, 73, amerikansk sångare.
  - Sven Lindberg, 88, svensk skådespelare.
- 26 december – Gerald Ford, 93, amerikansk politiker, USA:s president 1974–1977.
- 28 december – Tommy Sandlin, 62, svensk ishockeytränare.
- 30 december
  - Ortrud Mann, 89, svensk dirigent och kantor
  - Saddam Hussein, 69, Iraks diktator 1979–2003, (avrättad).

## Nobelpris[11]
- Ekonomi
  - Edmund S. Phelps
- Fred
  - Grameen Bank
  - Muhammad Yunus
- Fysik
  - John C. Mather
  - George F. Smoot
- Kemi
  - Roger Kornberg
- Litteratur
  - Orhan Pamuk
- Medicin
  - Andrew Z. Fire, USA
  - Craig C. Mello, USA

## 2006 i populärkulturen
- 18 juni – 1967 skrev sångaren Paul McCartney i den brittiska popgruppen Beatles en sång som hette "When I'm Sixty-Four", en humoristisk spekulation om hur han trodde det skulle bli då han var 64 år. Han blev 64 år gammal denna dag.
- 8 november – Kongressmannen "Matt Santos" från Texas vinner mot senator "Arnold Vinick" från Kalifornien vid 2006 års presidentval i USA i TV-serien Vita huset.
- Tredje säsongen i den tecknade TV-serien The Transformers utspelar sig 2006.
- Videospelet BattleTanx: Global Assault till Nintendo 64 utspelar sig 2006.

### Fotnoter
1. ↑  ”regeringskansliet”. Arkiverad från originalet den 1 januari 2007. https://web.archive.org/web/20070101122400/http://www.regeringen.se/sb/d/5682/a/45951.
2. ↑  Dejevsky, Mary (3 januari 2009). ”Mary Dejevsky: Russia has good reason for what it is doing. Why do we have to keep demonising it?”. London: The Independent. http://www.independent.co.uk/opinion/commentators/mary-dejevsky/mary-dejevsky-russia-has-good-reason-for-what-it-is-doing-why-do-we-have-to-keep-demonising-it-521462.html. Läst 5 juli 2009.
3. ↑  ”National Domestic Workers Day: Proclamation No. 1051” (på engelska). International Labour Organization. 19 mars 2005. http://www.ilo.org/manila/whatwedo/publications/WCMS_125300/lang--en/index.htm. Läst 18 september 2012.
4. ↑  ”National May 1st Movement for Worker and Immigrant Rights 3 juli 2007 - The Immigrant Rights Movement at a Crossroads (läst 2 april 2011)”. http://maydaymovement.blogspot.com/.
5. ↑  ”World Statesmen”. http://www.worldstatesmen.org/Montenegro.html.
6. ↑  ”World Statesmen”. Arkiverad från originalet den 4 januari 2013. https://web.archive.org/web/20130104141237/http://www.worldstatesmen.org/Yugoslavia.html.
7. ↑  Historisk statistik över valåren 1910 - 2014. Procentuell fördelning av giltiga valsedlar efter parti och typ av val, SCB Arkiverad 27 november 2014 hämtat från the Wayback Machine., Arbetarepartiet-Socialdemokraterna (inräknat vänstersocialister)
8. ↑  ”- World Statesmen”. http://www.worldstatesmen.org/Sweden.html.
9. ↑  ”BBC”. 10 oktober 2006. http://news.bbc.co.uk/2/hi/south_asia/6034335.stm. Läst 19 mars 2011.
10. 1 2  Det hände i dag
11. ↑  ”Nobelpriset”. https://www.nobelprize.org/prizes/lists/all-nobel-prizes/. Läst 10 april 2011.